# Policarpa (estación)
La estación sencilla Policarpa forma parte del sistema de transporte masivo de Bogotá, TransMilenio, inaugurado en el año 2000.

## Ubicación
Está ubicada en el centro de la ciudad, sobre la Avenida Fernando Mazuera entre calles 2 Sur y 4 Sur. Se accede a ella mediante cruces semaforizados ubicados sobre estas dos vías
Atiende la demanda de los barrios Policarpa , Modelo Sur y sus alrededores.
En sus cercanías están el Hospital San Juan de Dios (conocido como la Hortúa), el hospital Materno Infantil, el hospital La Samaritana y la Penitenciaría Distrital.

## Origen del nombre
Su nombre se debe al barrio ubicado en la cercanía de la estación llamado Policarpa.

## Historia
Esta estación hace parte de la Fase III de TransMilenio que empezó a construirse a finales de 2009 y, después de varias demoras relacionadas con casos de corrupción, fue entregada a mediados de 2012.
Durante el Paro nacional de 2019, la estación sufrió diversos ataques que afectaron de forma considerable las puertas de vidrio y demás infraestructura de la estación, razón por la cual no estuvo operativa por algunos días luego de lo ocurrido.
Durante el Paro nacional de 2021, la estación sufrió diversos ataques que afectaron de forma considerable las puertas de vidrio y demás infraestructura de la estación, razón por la cual se encontró inoperativa.

## Servicios de la estación

### Servicios troncales
| Tipo                                | Rutas al Norte | Rutas al Sur |
| ----------------------------------- | -------------- | ------------ |
| Ruta fácil                          | 2              | 2            |
| Expresos todos los días todo el día | M83            | H83          |

### Esquema
| ← Norte     |         |         |             |
| Calle 2 Sur | M83     | 2       | Calle 4 Sur |
|             | Vagón 2 | Vagón 1 |             |
| Calle 2 Sur | 2       | H83     | Calle 4 Sur |
| Sur →       |         |         |             |

### Servicios urbanos
Así mismo funcionan las siguientes rutas urbanas del SITP en los costados externos a la estación, circulando por los carriles de tráfico mixto sobre la Carrera Décima, con posibilidad de trasbordo usando la tarjeta TuLlave:
| Código | Sector               | Dirección        | Rutas                                                            |
| ------ | -------------------- | ---------------- | ---------------------------------------------------------------- |
| 525A13 | L Estación Policarpa | AK 10 - CL 2 Sur | A600A617A618A620A702A706A725A805A809A815B907B919C131 T12 T13 T25 |
| 445A12 | L Estación Policarpa | AK 10 - CL 4 Sur | H131H600H617H618H620H702H706H725H907L805L809L815 T12 T13 T25     |

## Ubicación geográfica
| Noroeste: Antonio Nariño | Norte: L San Bernardo                             | Nordeste: San Cristóbal |
| Oeste: H Nariño          |                                                   | Este: San Cristóbal     |
| Suroeste: Antonio Nariño | Sur: L Ciudad Jardín - Universidad Antonio Nariño | Sureste: San Cristóbal  |